# Lilith
Lilith (Hebreeuws: לילית) is een vrouwelijk demonisch figuur in de joodse mythologie, mogelijk gebaseerd op Lilitu, een demonisch wezen in de Mesopotamische mythologie. Ze werd voor het eerst vermeld in de Babylonische Talmoed in de 3e-5e eeuw en ontwikkelde zich in middeleeuwse joodse literatuur tot Eva's voorganger als eerste vrouw van Adam.
Haar precieze voorstelling verschilde, maar globaal werd ze geassocieerd met het kwaad, ziekte, de nacht, het verleiden van mannen en kindermoord. In de joodse folklore werd haar rol de verpersoonlijking van de angst voor buitenechtelijke aantrekking en seks, en het prematuur overlijden van kinderen. In de moderne tijd wordt Lilith vaak positief gewaardeerd als vrijgevochten vrouw in feministische kringen.

## Jodendom

### Oudheid
In de Hebreeuwse Bijbel wordt eenmaal gesproken van een Lîlît, namelijk in Jesaja 34:14. Door volksetymologie werd haar naam verbonden met laylâ, "nacht". Het woord is echter ontleend aan het Akkadische lilitu.
In Jesaja wordt geprofeteerd dat Edom een woestenij zal worden waar allerlei demonen zullen wonen, waaronder Lilith. In de verschillende versies en vertalingen van de Hebreeuwse Bijbel werd de naam Lilith echter geherinterpreteerd. Zo vertaalden Symmachus en Hiëronymus de naam met Lamia, een demon uit de Griekse folklore en volgens Hiëronymus een van de Erinyen. In de vakliteratuur is voorgesteld dat Lamia kan zijn afgeleid van Lamasjtoe, omdat beide (iconografisch) zijn geassocieerd met ezels. Dat verklaart de vertaling van Lilith in een versie van de Hebreeuwse Bijbel als onokentauros, "ezel-centaur".
In na-bijbelse joodse geschriften zoals de Talmoed en in vroege christelijke geschriften staan verwijzingen naar lilin, een groep van mannelijke en vrouwelijke demonen. Lilith, een van hen, wordt beschreven als een demon met lang haar en vleugels, die 's nachts actief is en mannen dwingt tot copulatie als die alleen in een huis slapen. Een enkele keer geldt zij als de partner van Ahriman, de kwaadaardige tegenstrever van de oppergod Ohrmazd uit het zoroastrisme. In de Midrasj staat voorts dat Lilith een kindermoordenaar is. In Aramese magische, exorcistische en andere teksten is geen sprake van een groep lilin, maar van een groep liliths. Ze worden nu eens weergegeven met vleugels, veren en wild puntig haar, dan weer als mannen die op vrouwen lijken en andersom.

### Middeleeuwen
Door het eerste van de twee scheppingsverslagen in Genesis (1-2) met elkaar te vergelijken en de verschillen te interpreteren, ontstond het idee dat Adam vóór Eva een gelijk geschapen vrouw had, Lilith. Als duidelijk beschreven persoon verschijnt Lilith pas in het Alfabet van Ben Sira uit de 7e of 8e eeuw. Ben Sira beschrijft de legende dat God naast Adam een vrouw uit leem schiep, Lilith. Zij ging in op Adams voorstel om seks te bedrijven, maar ze kregen ruzie omdat ze weigerde onderop te liggen, aangezien ze (te)gelijk waren geschapen. Na de ruzie en het achterhalen van Gods onuitsprekelijke naam vluchtte ze weg naar de woestijn. Daar had ze orgies met woestijngeesten en baarde ze veel demonen. Daarop zond God drie engelen om haar terug te halen, onder het dreigement dat elke dag honderd van haar kinderen zouden sterven als ze weigerde. De engelen vonden haar bij de Rode Zee. Ze weigerde en zwoer dat ze elk mannelijk kind zou kwellen tot zijn achtste dag, en vrouwelijke kinderen tot hun twaalfde dag. Wel zou ze wegblijven zodra ze een amulet tegenkwam met daarop de namen van de engelen.
Middeleeuwse rabbijnen namen Ben Sira's verhaal over. In Genesis 1 zou Lilith zijn geschapen, en in Genesis 2 de meer gehoorzame Eva. Er bestonden alternatieve verhalen, ook in het christendom. In de middeleeuwen groeide het volksgeloof dat ze de grondlegger van hekserij en de grootmoeder van de duivel of de duivel zelf was. Ze zou bijvoorbeeld de slang zijn geweest die in het Paradijs Eva verleidde om van de verboden vrucht te eten. Dit begon met het kabbalistische Traktaat over de emanaties aan de linkerzijde (1265), waarin staat dat Lilith de echtgenote was van de aartsdemon Samaël en dat ze de tegenhangers waren van al het goede. Deze voorstelling werd in andere kabbalistische literatuur zoals de Zohar overgenomen. In latere kabbalistische bronnen werd de koningin van Seba met haar gelijkgesteld, net als een van de twee koninginnen uit 1 Koningen 3:16-28.
Men geloofde dat men zich tegen haar kon beschermen met spreuken en amuletten. Sinds de middeleeuwen werden zulke amuletten gepubliceerd. Zo bestond tot in de 18e eeuw de traditie om jonge moeders met pasgeboren kinderen te beschermen tegen Lilith met zo'n amulet. Men veronderstelde dat Lilith voornamelijk 's nachts actief was.

### Moderne tijd
Het geloof in de demon Lilith bestond tot in de 20e eeuw. Amuletten ter bescherming van bijvoorbeeld kinderen worden nog altijd gedrukt in de staat Israël. Onder feministische invloed groeide Lilith als eerste vrouw van Adam in de jaren 1970 echter ook uit tot een voorbeeld van de vrijgevochten vrouw die niet zwichtte voor tradities en vrouwenonderdrukking. Sindsdien komt ze voor in de popcultuur en literatuur, en verschijnt ze onder andere het joods-Amerikaanse tijdschrift Lilith.